# Peder Henriksen (fodboldspiller)
Peder Henriksen (født 11. september 1973) er en tidligere professionel fodboldspiller og nuværende indehaver af et kommunikationsfirma.
Han har spillet i alt 57 kampe i Superligaen for Viborg FF og Aarhus Fremad fra 1995 til 1998. Fra Århus gik turen til AC Horsens som på daværende tidspunkt spillede i 1.division.
Sideløbende med fodbolden begyndte han på Danmarks Journalisthøjskole, og blev uddannet journalist i 2003.
Da han i 2004 indstillede sin aktive karriere blev han ansat som kommunikationsmedarbejder hos hans tidligere klub Viborg FF. Han fik senere titlen "kommunikationsdirektør" som han havde indtil han forlod stillingen i 2008, for at hellige sig sit eget firma Henriksen Media og stillingen som træner for Søndermarken IK som spillede i Jyllandsserien.
Trænerjobbet i Søndermarken varede kun 6 kampe uden point. Så blev han fyret af bestyrelsen den 17. september 2008. Han havde fuld forståelse for fyringen på grund af de dårlige resultater og han blev allerede 2 dage efter, ansat for resten af sæsonen som assistent for Jan Østergaard der var cheftræner for FK Viborgs bedste hold.
Et år senere blev han ansat som cheftræner for den ambitiøse serie 1 klub, Skals.FF, klubben rykkede i sommeren 2012 op i serie 1, hvor Peder Henriksen nu hjælper klubben med at etablere sig.